# Montcresson
Montcresson ist eine französische Gemeinde mit 1.257 Einwohnern (Stand: 1. Januar 2022) im Département Loiret in der Region Centre-Val de Loire. Die Gemeinde gehört zum Arrondissement Montargis und zum Kanton Lorris. Die Einwohner werden Montcressonais genannt.

## Geografie
Montcresson liegt etwa 67 Kilometer östlich von Orléans in Zentralfrankreich in der Landschaft Gâtinais am Ostrand des Départements Loiret am Fluss Loing und am Canal de Briare. Umgeben wird Montcresson von den Nachbargemeinden Conflans-sur-Loing im Norden, Gy-les-Nonains im Osten und Nordosten, Montbouy im Süden, Pressigny-les-Pins im Südwesten sowie Cortrat im Westen.

## Bevölkerungsentwicklung
| 1962                       | 1968 | 1975 | 1982 | 1990 | 1999 | 2006 | 2018 |
| -------------------------- | ---- | ---- | ---- | ---- | ---- | ---- | ---- |
| 654                        | 610  | 652  | 883  | 1161 | 1266 | 1303 | 1276 |
| Quellen: Cassini und INSEE |      |      |      |      |      |      |      |

## Sehenswürdigkeiten
- Kirche Saint-Léger aus dem 12. Jahrhundert, heutiges Gebäude aus dem Jahre 1661
- Schloss La Forêt aus dem 17. Jahrhundert
- Wallburg

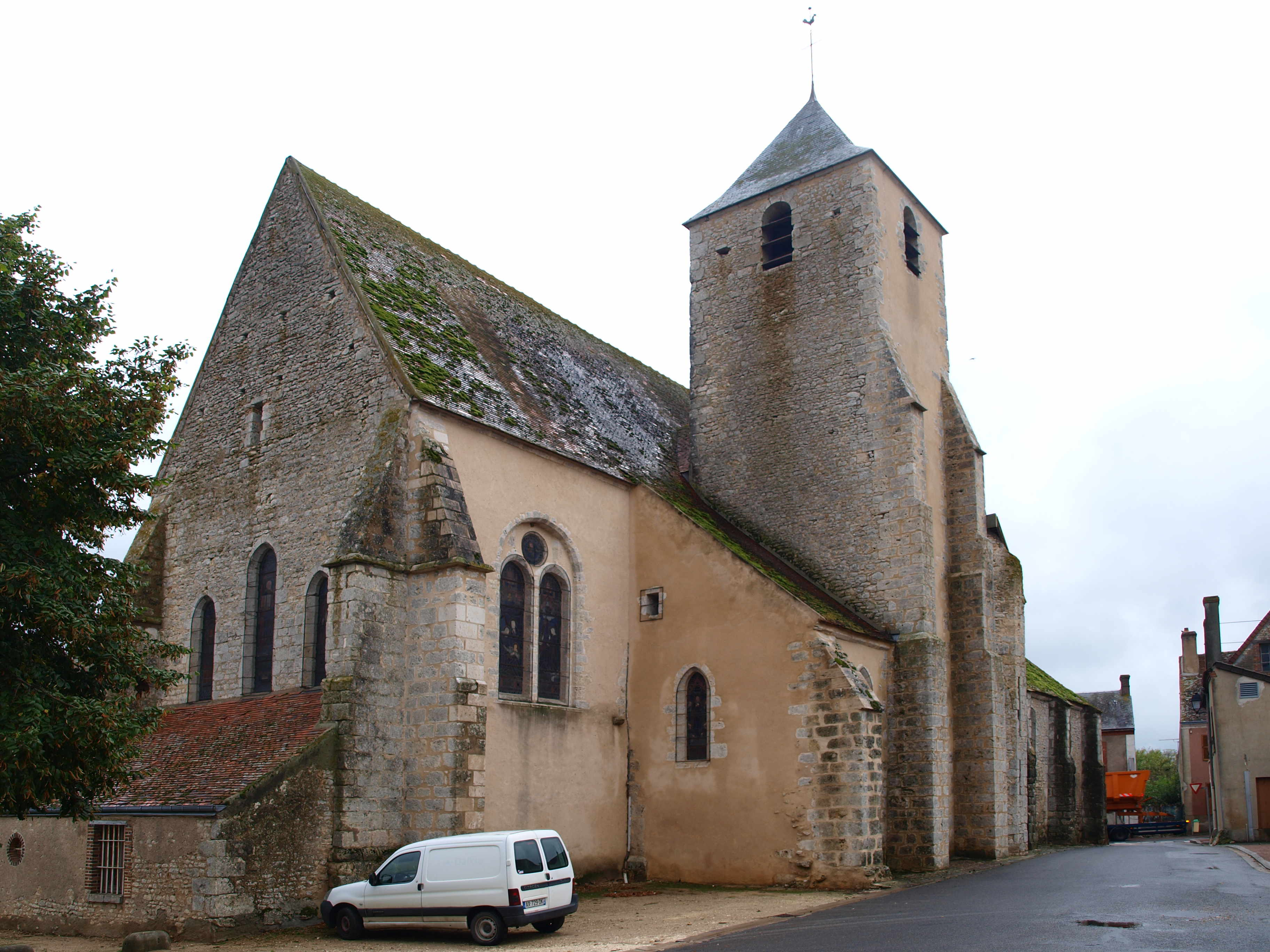
Kirche Saint-Léger
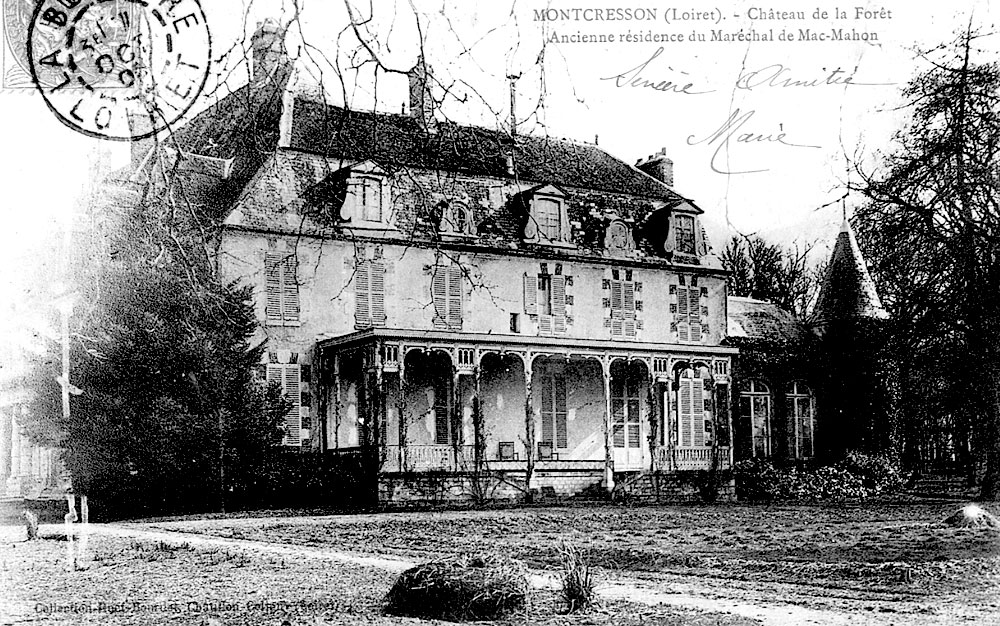
Schloss La Forêt